# Zhangixalus dulitensis
Zhangixalus dulitensis – gatunek płaza bezogonowego z rodziny nogolotkowatych (Rhacophoridae). 

## Opis
Palce są zaopatrzone w błony służące do lotu szybowcowego, aczkolwiek sam lot nie został jeszcze zauważony. U samicy przed złożeniem jaj prześwitują one biało przez skórę.

## Występowanie
Płaz ten jest endemitem Borneo i występuje w częściach wyspy należących do Brunei, Indonezji (Kalimantan) i Malezji (Sabah i Sarawak). Stwierdzenia tego gatunku z Sumatry w rzeczywistości dotyczą Zhangixalus prominanus.
Zamieszkuje tropikalne lasy deszczowe i bagna. Spotyka się go do wysokości 300 m n.p.m.

## Behawior
Zwierzę spędza życie w koronach drzew, jak większość płazów musi jednak na czas rozmnażania się uzyskać dostęp do środowiska wodnego. Płazy te schodzą wtedy i samica składa jaja, które zapładnia samiec.

## Status
W Czerwonej księdze gatunków zagrożonych IUCN płaz ten od 2018 roku klasyfikowany jest jako gatunek najmniejszej troski (LC, ang. Least Concern); wcześniej, od 2004 roku uznawano go za gatunek bliski zagrożenia (NT, ang. Near Threatened).
Nie jest to gatunek rzadki, ale spotyka się go rzadko, gdyż przebywa wśród koron drzew, a na ziemię schodzi tylko w celu rozrodu. Z powodu utraty środowiska życia jego liczebność spada.